# Bandera de Sri Lanka
La bandera de Sri Lanka, també anomenada bandera del lleó, està formada per un lleó de color daurat que subjecta una espasa a la seva pota anterior dreta, sobre un fons granat amb quatre fulles daurades a cada cantó. Al voltant d'aquest fons hi trobem un marc groc, i a la seva esquerra dues barres verticals de la mateixa talla de color verd i taronja, d'esquerra a dreta.
El 1950 seguint les recomanacions d'un comitè elegit pel Primer Ministre del Domini de Ceylon (D.S. Senanayake) es va adoptar una bandera molt similar sense les dues barres verticals. La bandera actual va ser adoptada el 1951 i ratificada el 1972 en esdevenir república i canviar el nom per Sri Lanka.

## Història
Quan Vijaya, el primer rei del poble singalès, va arribar a Sri Lanka l'any 486 abans de Jesucrist, va portar amb ell una bandera amb el símbol d'un lleó. Des d'aleshores el lleó es va convertir en un símbol significatiu de Sri Lanka. Va ser utilitzat per monarques que seguien Vijaya, fins a convertir-se en un símbol de llibertat i esperança. Quan el llegendari rei Dutugemunu es va embarcar a la campanya on va derrotar el rei indi Elara, que havia ocupat part de Sri Lanka, va portar amb ell una bandera que representava un lleó subjectant una espasa amb la seva pota anterior dreta, juntament amb els símbols del Sol i de la Lluna.
Aquesta bandera es va utilitzar fins al 1815, quan el regnat de l'últim rei del Regne Candià (Sri Vikrama Rajasinghe) es va enfonsar quan la noblesa candiana va proclamar rei de Ceilan en George III i es va utilitzar la bandera de la Unió en comptes de la del lleó. El govern de la Ceilan Britànica va utilitzar la seva pròpia bandera. La bandera del lleó es va donar a Anglaterra i va ser guardada al Royal Hospital Chelsea. Amb el pas dels anys, el disseny de la bandera va ser oblidat.
Aleshores, quan el moviment independentista va guanyar força al segle xx, E.W. Perera, una important figura d'aquest moviment, ajudat per D.R.Wijewardene, va descobrir la bandera original de Sri Lanka a Chelsea. Una imatge d'aquesta va ser publicada en una edició especial del diari Dinamina indicant els cent anys des de la fi de la independència singalesa. La bandera del lleó es va convertir en una forma d'atreure la gent, que va adoptar-la de nou, per primer cop després de la caiguda del regne candià.

## Simbolisme
La bandera nacional de Sri Lanka representa el país i la unió entre les diferents minories ètniques.
La majoria dels símbols de la bandera tenen algun significat
| Símbol                       | Representa |
| ---------------------------- | --- |
| El lleó                      | L'ètnia singalesa                                                                                               |
| Les fulles                   | El budisme i la seva importància a la nació. També signifiquen l'amabilitat, l'alegria, l'igualdat i l'amistat. |
| L'espasa del lleó            | La sobirania de la nació                                                                                        |
| La cua del lleó              | De nou el budisme                                                                                               |
| El cabell arrissat del lleó  | La religió i la meditació                                                                                       |
| La barba del lleó            | La puresa a les paraules                                                                                        |
| El mànec de l'espasa         | Els elements de terra, foc, aire i aigua                                                                        |
| El nas del lleó              | La intel·ligència                                                                                               |
| Les potes anteriors del lleó | Puresa a la salut.                                                                                              |
| La barra vertical taronja    | L'ètnia tàmil                                                                                                   |
| La barra vertical verda      | L'ètnia musulmana                                                                                               |
| El marc groc                 | De nou, el budisme                                                                                              |
| El fons granat               | Les religions minoritàries                                                                                      |

## Altres banderes

Bandera del Domini de Ceylon entre 1951 i 1972
Bandera del Domini de Ceylon des de 1948 fins al 1951